# 岩手県道162号紫波雫石線
岩手県道162号紫波雫石線（いわてけんどう162ごう しわしずくいしせん）は、岩手県紫波郡紫波町から岩手郡雫石町に至る一般県道である。

## 概要
岩手県紫波郡紫波町の東北自動車道紫波ICから岩手郡雫石町の岩手県道1号盛岡横手線までを南北に結ぶ路線。紫波町から雫石町への町界付近では、北上山地の西東根山に阻まれた不通区間が存在し、通り抜けは不可能である。

### 路線データ
- 実延長：12,968.1m
- 起点：紫波郡紫波町上平沢字栗田（東北自動車道紫波IC・県道46号交点）
- 終点：岩手郡雫石町西安庭（県道1号交点）

## 歴史
- 1959年（昭和34年）3月31日 - 県道に認定される（当初は御所紫波線）。[要出典]

## 路線状況

### 通行不能区間
- 紫波郡紫波町上松本字境（志和古稲荷神社付近） - 岩手郡雫石町西安庭（矢櫃ダム付近）（約5.4km）

### 重複区間
- 雫石町西安庭：岩手県道172号盛岡鶯宿温泉線

### 道路施設
- 御所大橋（御所湖、雫石町西安庭）

## 地理

### 通過する自治体
- 紫波郡紫波町
- 岩手郡雫石町

### 交差する道路
- 東北自動車道紫波IC・岩手県道46号紫波インター線（紫波町上平沢字栗田）
- 岩手県道13号盛岡和賀線（紫波町上平沢字川原）
- 岩手県道281号矢巾西安庭線（雫石町西安庭）
- 岩手県道172号盛岡鶯宿温泉線・盛岡方面（雫石町西安庭）
- 岩手県道172号盛岡鶯宿温泉線・鶯宿温泉方面（雫石町西安庭）
- 岩手県道1号盛岡横手線（雫石町西安庭）

### 沿線
- 御所湖（岩手郡雫石町）
- 矢櫃ダム（岩手郡雫石町西安庭第54地割）
- 紫波インターチェンジ（紫波郡紫波町上平沢東馬場）